# トライアングラリテス
トライアングラリテス（学名：Triangularites）またはトライアングリテス（学名：Trianglites）は、後期白亜紀チューロニアン期の日本近海に生息していた、ディプロモセラス科に属する異常巻きアンモナイトの属。その名が示すようにトライアングルにも似た三角形の殻を持つ。出典の論文ではTrianglitesと表記されているが、便宜上Triangularitesとして扱う。

## 特徴
成長初期段階で緩やかな平面螺旋を描いた後、ほぼ真っ直ぐなシャフト状に螺環が成長する。螺環は平面螺旋を脱する際の曲がりを含めて三回強く曲がっており、結果として3辺のシャフト部により三角形の概形をなす。この形状は楽器のトライアングルにも喩えられている。螺環断面は楕円形をなす。螺環表面には螺環に直角あるいは僅かに前方へ傾斜した単肋が無数に並び、周期的なくびれも確認できる。縫合線はスカラリテス（特にScalarites scalaris）やポリプチコセラスのものに類似する。
ホロタイプ標本NSM. PM-7259には発生最初期の殻が保存されていないものの、初期段階では高さ4.0ミリメートル以下の平面螺旋が確認されている。また、この段階で既に明瞭な単肋やくびれが観察できる。平面螺旋を脱するとくびれ部分で肋の間隔が広がっている様子が確認できるが、これは成長が停止していたことを示唆している。以降周期的にくびれを挟みながら螺環は太さを増し、最終的に高さ8.0ミリメートル、幅6.5ミリメートルに達している。

## 進化史
Matsumoto(1977)ではトライアングラリテスはスカラリテス属（S. scalaris）から枝分かれした可能性が指摘された。その後、松本達郎による系統樹を使用した棚部一成らは、トライアングラリテスが前期チューロニアン期にノストセラス科のユーボストリコセラス属から派生してチューロニアン期の末に絶滅したとした。

## 産地
ホロタイプ標本HSM. PM-7259は北海道佐久地域のチューロニアン階から産出した。